# Kreis Höxter
Der Kreis Höxter ist ein Kreis im Regierungsbezirk Detmold (Ostwestfalen-Lippe) im äußersten Osten Nordrhein-Westfalens und liegt mit seinen Grenzen am Dreiländereck zu Niedersachsen und Hessen.
Kreisstadt ist Höxter. Mit 116 Einwohnern je km² weist der Kreis die niedrigste Bevölkerungsdichte aller Kreise in Nordrhein-Westfalen und nach dem Kreis Olpe die zweitniedrigste Einwohnerzahl aller Kreise in Nordrhein-Westfalen auf.

## Geografie

### Nachbarkreise
Der Kreis Höxter grenzt im Uhrzeigersinn im Nordosten beginnend an die Landkreise Holzminden und Northeim (beide in Niedersachsen), an die Landkreise Kassel und Waldeck-Frankenberg (beide in Hessen) sowie an die Kreise Hochsauerlandkreis, Paderborn und Lippe (alle in Nordrhein-Westfalen).

### Bevölkerung und Kreisgliederung
Der Kreis Höxter gliedert sich in zehn Kommunen, von denen alle Städte sind. Die Kreisstadt Höxter gilt als Mittlere kreisangehörige Stadt. Die folgende Tabelle zeigt die Gemeinden des Kreises in alphabetischer Reihenfolge mit den Einwohnerzahlen am 31. Dezember 2024, der Fläche und der Bevölkerungsdichte:
| Name          | Einwohner | Fläche      | Einw./km² | Status                         | AGS        |
| ------------- | --------- | ----------- | --------- | ------------------------------ | ---------- |
| Bad Driburg   | 019.080   | 0115.30 km² | 165       | kreisangehörige Stadt          | 05 762 004 |
| Beverungen    | 012.669   | 0098.09 km² | 129       | kreisangehörige Stadt          | 05 762 008 |
| Borgentreich  | 00.8632   | 0138.94 km² | 062       | kreisangehörige Stadt          | 05 762 012 |
| Brakel        | 016.193   | 0173.92 km² | 093       | kreisangehörige Stadt          | 05 762 016 |
| Höxter        | 028.166   | 0158.16 km² | 178       | mittlere kreisangehörige Stadt | 05 762 020 |
| Marienmünster | 00.4791   | 0064.36 km² | 074       | kreisangehörige Stadt          | 05 762 024 |
| Nieheim       | 00.6081   | 0079.71 km² | 076       | kreisangehörige Stadt          | 05 762 028 |
| Steinheim     | 012.107   | 0075.69 km² | 160       | kreisangehörige Stadt          | 05 762 032 |
| Warburg       | 023.252   | 0168.84 km² | 138       | kreisangehörige Stadt          | 05 762 036 |
| Willebadessen | 00.8281   | 0128.41 km² | 064       | kreisangehörige Stadt          | 05 762 040 |
| Kreis Höxter  | 139.252   | 1201.42 km² | 116       |                                | 05 762     |

(Einwohnerzahlen vom 31. Dezember 2024)
Laut einer Bevölkerungsprognose der Bertelsmann Stiftung aus dem Jahr 2011 wird der Kreis Höxter im Jahr 2030 die älteste Bevölkerung aller Kommunen in Nordrhein-Westfalen haben. Rund 50 Prozent der Bevölkerung werden dann älter als 52 Jahre sein.
Das IT.NRW sagt in seiner Prognose aus 2015 einen weiteren Rückgang der Bevölkerung um 9.700 Einwohner bis zum Jahre 2025 voraus.
Hinsichtlich der Erwerbspersonen prognostiziert das IT.NRW in seiner Studie aus März 2016 einen Rückgang um 25,9 Prozent von 69.913 (2014) auf nur noch 51.800 (2040). Dieser Rückgang um insgesamt 18.113 Erwerbspersonen teilt sich auf bei den Männern um −9.622 (von 40.622 auf 31.000) und bei den Frauen um −8.491 (von 29.291 auf 20.800). Dieser überdurchschnittliche Verlust ist neben dem allgemein prognostizierten Bevölkerungsschwund u. a. bedingt durch den demographischen Wandel (Altenquote).

## Geschichte

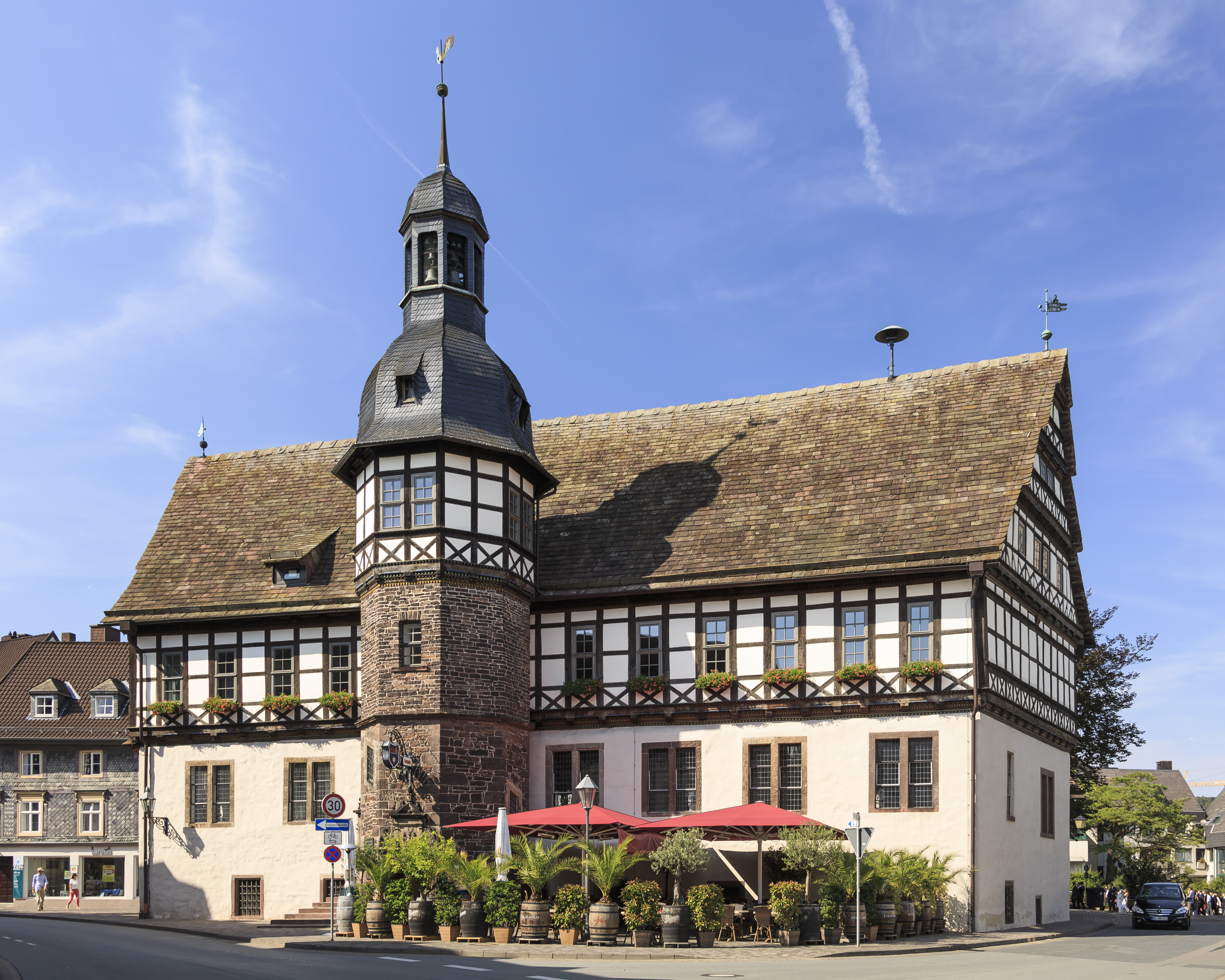
Rathaus der Kreisstadt Höxter

Der Kreis entstand im Rahmen der nordrhein-westfälischen Gebietsreform (Sauerland/Paderborn-Gesetz) am 1. Januar 1975 durch die Zusammenlegung des bisherigen Altkreises Höxter mit dem ehemaligen Kreis Warburg. Er deckt sich weitgehend mit dem Oberwaldischen Distrikt des historischen Hochstifts Paderborn und dem ehemaligen Hochstift Corvey.

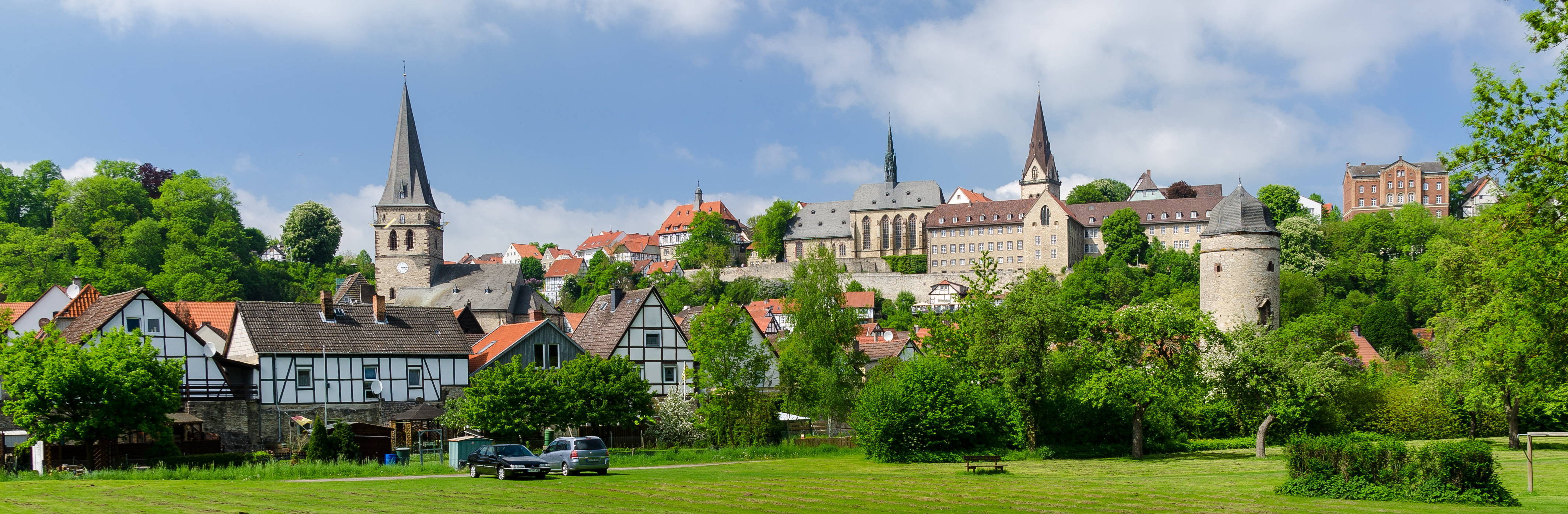
Stadtpanorama der ehem. Kreisstadt Warburg

Im gemeinsamen Gebietsänderungsvertrag der Kreise Warburg und Höxter vom 24. Juli 1974 zur Kreisneugliederung wurde in § 1 vereinbart, den gemeinsamen neuen Kreis als Kreis Brakel zu bezeichnen mit Sitz in Brakel. Dieser Vertrag wurde vom Kreistag Höxter in der Sitzung am 23. Juli 1974 bzgl. § 1 mit 24 Ja- gegen 18 Nein-Stimmen bei einer Stimmenthaltung sowie zu den §§ 2–19 bei zwei Gegenstimmen und einer Enthaltung angenommen. Trotz der Zustimmung des Kreistages Warburg zu diesem Gebietsänderungsvertrag wurde bei der Landtagsentscheidung zum Sauerland/Paderborn-Gesetz dort mit knapper Mehrheit für den Kreisnamen Kreis Höxter und den Sitz in Höxter gestimmt und damit gegen den vorher vereinbarten Gebietsänderungsvertrag entschieden. Auch eine Benennung des neuen Kreises als Kreis Höxter-Warburg, vergleichbar mit dem ein Jahr zuvor neu gebildeten Kreis Minden-Lübbecke, fand im Landtag von Nordrhein-Westfalen in Düsseldorf keine Zustimmung.

## Einwohnerentwicklung

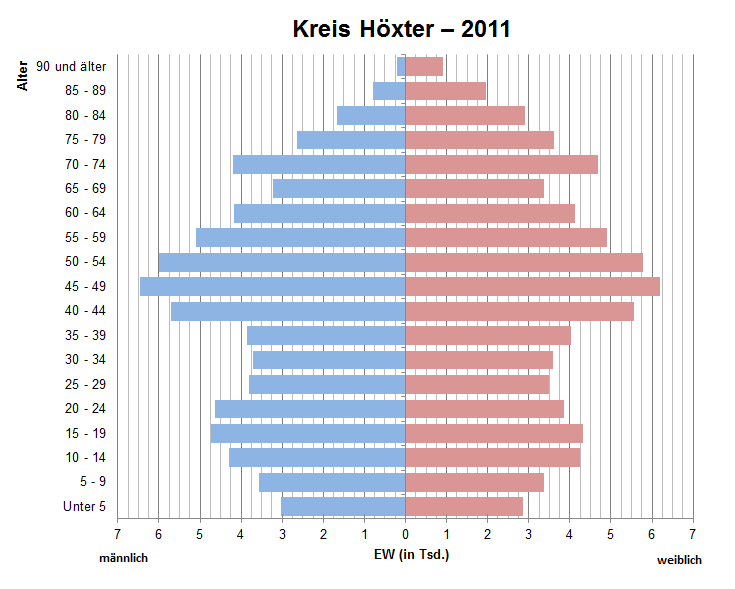
Bevölkerungspyramide für den Kreis Höxter (Datenquelle: Zensus 2011)

| Jahr | Einwohner |
| ---- | --------- |
| 1975 | 143.338   |
| 1980 | 143.952   |
| 1985 | 140.723   |
| 1990 | 146.238   |
| 1995 | 154.401   |
| 2000 | 155.808   |

| Jahr | Einwohner |
| ---- | --------- |
| 2005 | 153.550   |
| 2010 | 147.140   |
| 2015 | 144.010   |
| 2016 | 141.855   |
| 2017 | 141.565   |
| 2018 | 140.667   |

| Jahr | Einwohner |
| ---- | --------- |
| 2020 | 139.729   |
| 2021 | 139.994   |
| 2022 | 141.819   |
| 2023 | 139.042   |
| 2024 | 139.252   |

## Politik

### Kreistag
Aktuell gibt es im Kreistag folgende Sitzverteilung nach Fraktionen (Stand September 2021):
- DIE LINKE.: 1
- GRÜNE: 7
- SPD: 8
- UWG/CWG: 3
- BfH: 1
- FDP: 2
- CDU: 22
- AfD: 2

| CDU | SPD | GRÜNE | UWG/CWG | FDP | AfD | Fraktions-los  | Gesamt |
| --- | --- | ----- | ------- | --- | --- | -------------- | ------ |
| 22  | 8   | 7     | 3       | 2   | 2   | 2              | 46     |
|     |     |       |         |     |     | BfH 1, Linke 1 |        |

### Landrat
Bei den Kommunalwahlen 2009 wurde der Landrat Friedhelm Spieker von der Christlich Demokratischen Union Deutschlands mit 59,2 Prozent der Stimmen gewählt. Er übernahm das Amt von Hubertus Backhaus am 20. Oktober 2009. Kreisdirektor ist seit 2013 Klaus Schumacher. Bei den Kommunalwahlen 2020 setzte sich Michael Stickeln (CDU) als Nachfolger von Friedhelm Spieker mit 72,94 Prozent als Landrat des Kreises Höxter durch.

Wappen des Landkreises Höxter vor 1975

Wappen des ehemaligen Landkreises Warburg vor 1975

Frühere Landräte
- 1973–1989 Alex Brunnberg (CDU)
- 1989–1994 Karl Schneider (CDU)
- 1994–1996 Franz-Josef Thöne (CDU)
- 1996–2009 Hubertus Backhaus (CDU)
- 2009–2020 Friedhelm Spieker (CDU)
- seit 2020  Michael Stickeln (CDU)

Frühere Oberkreisdirektoren
- 1968–1996 Paul Sellmann (CDU)

### Wappen
Der Kreis Höxter hat, wie viele neugebildete Kreise, ein altes und ein neues Wappen, mit dem hier dem alten Kreis Warburg Tribut gezollt werden soll. Die Blasonierung des heutigen Wappens lautet: „In Silber (weiß) eine blaue Lilie; darüber in einem durch einen blauen Wellenbalken begrenzten, goldenen (gelben) Schildhaupt ein rotes durchgehendes Kreuz.“

## Verkehr

### Straße
Der Landkreis Höxter wird von den Bundesstraßen B 7, B 64, B 68, B 83, B 239, B 241 und B 252 und im äußersten Süden von der Bundesautobahn A 44 erschlossen.

### Schienenverkehr
Die staatliche Westfälische Eisenbahn verband 1851 bei Warburg die Strecke aus Kassel mit der heutigen Bahnstrecke Hamm–Warburg über Altenbeken. Hier zweigte 1864/65 die Eggebahn nach Höxter ab, die bei Holzminden mit der Braunschweigischen Eisenbahn verbunden wurde. In Ottbergen nahm ab 1878 die Sollingbahn nach Göttingen und Northeim ihren Anfang.
Den Westrand des Kreises durchfährt seit 1872 die Hannover-Altenbekener Eisenbahn. Im Süden dehnte sich das Netz der Bergisch-Märkischen Eisenbahn-Gesellschaft aus: In die 1873 von Warburg in Richtung Brilon Wald–Hagen eröffnete Obere Ruhrtalbahn mündete 1876 in Scherfede eine Querverbindung von Holzminden über Wehrden ein.
Der Preußischen Staatsbahn blieb es dann überlassen, noch zwei Ergänzungen in Betrieb zu nehmen:
- 1890 von Warburg nach Volkmarsen als Teilstück, sogenannte „Twistetalbahn“ der Bahnstrecke Warburg–Sarnau in der Provinz Hessen-Nassau und
- 1895 von Himmighausen bei Altenbeken nach Detmold im Fürstentum Lippe.

Von 172 km Strecken wurden 54 km im Personenverkehr stillgelegt und später abgebaut:
- 1967: Warburg–Wormeln–Welda–Volkmarsen, (12 km lange „Twistetalbahn“) für Personenzüge und ab 1977 für Güterverkehr, sowie
- 1984: Holzminden–Lüchtringen-Steinkrug–Fürstenberg–Wehrden–Beverungen–Dalhausen–Scherfede (42 km)

In Warburg halten ICE und ICs der Verbindung Kassel-Wilhelmshöhe – Dortmund. Im Personenverkehr in Betrieb sind die Bahnhöfe oder Haltepunkte Bad Driburg, Brakel, Höxter, Lauenförde-Beverungen, Ottbergen, Wehrden, die werktags im Stundentakt von Zügen der NordWestBahn von Paderborn nach Northeim bzw. Göttingen sowie Warburg und Willebadessen, die im Stundentakt von der Eurobahn zwischen Münster über Hamm, Paderborn und Warburg bedient werden. Hinzu kommen Warburg und Scherferde mit stündlichen Regionalexpress Zügen zwischen Hagen und Warburg sowie Steinheim mit stündlichen Zügen der S-Bahn Hannover zwischen Hannover und Paderborn.

### Flughäfen und Flugplätze
Der Flugplatz Höxter-Holzminden ist der einzige Verkehrslandeplatz im Kreis Höxter. Die nächstgelegenen Verkehrsflughäfen sind der Flughafen Paderborn/Lippstadt, der Flughafen Kassel-Calden und der Flughafen Hannover.

## Einrichtungen
Zentral im Kreis in Brakel befindet sich die Kreisfeuerwehrzentrale. Dort stationiert sind Sonderfahrzeuge für Großschadensfälle. Außerdem befinden sich dort die Atemschutzwerkstatt, Atemschutzübungsanlage, Brandsimulationsanlage, Schlauchwerkstatt, Funkwerkstatt, sowie die Leitstelle für Feuerschutz und Rettungsdienst. Das Gelände und die Räumlichkeiten werden für Fortbildungen und Übungen verwendet. Die zwei ABC-Züge sind in Steinheim (ABC-Zug Nord) und in Warburg (ABC-Zug Süd), sowie der ABC-Dekon und Erkundungszug in Beverungen stationiert.
Der Verband der Feuerwehren im Kreis Höxter e. V. (VdF Kreis Höxter) ist ein Zusammenschluss der zehn Freiwilligen Feuerwehren im Kreis, der zur Förderung des Brand- und Umweltschutzes sowie des Krankentransportes- und Rettungsdienstes existiert.
Der kommunale Rettungsdienst Kreis Höxter betreibt im Kreisgebiet sechs Rettungswachen in Bad Driburg, Beverungen, Brakel, Peckelsheim, Steinheim und Warburg. Sonder- und Reservefahrzeuge sind in der Kreisfeuerwehrzentrale stationiert. Die Stadt Höxter unterhält als Mittlere kreisangehörige Stadt seit 1981 eine Rettungswache in eigener Trägerschaft. Das Notarzteinsatzfahrzeug wird seit 2011 vom Rettungsdienst Kreis Höxter betrieben.
In den Städten sind vereinzelt Einheiten von DRK, DLRG, Malteser, Johanniter und THW, welche in die Gefahrenabwehr des Kreises eingebunden sind.
Die Bundeswehr betreibt die General-Weber-Kaserne sowie einen Wasserübungsplatz an der Weser. Dort ist das ABC-Abwehrbataillon 7  stationiert.

## Sehenswürdigkeiten

### Museen
Im Kreis Höxter existieren 20 Museen (siehe Liste der Museen im Kreis Höxter):
- in Bad Driburg: Burg Dringenberg, Friedrich-Wilhelm-Weber-Museum, Glasmuseum, Wasserschloss Heerse
- in Beverungen: Korbmacher-Museum
- in Borgentreich: Dorfmuseum, Orgelmuseum
- in Brakel: Dorfmuseum und Urdorf-Museum, FSB Franz Schneider Ausstellung, Husarenmuseum Rheder, Stadtmuseum
- in Höxter: Von der Villa zur Stadt – Ausstellung zur Stadtgeschichte (untergebracht im Schloss Corvey), Forum Jacob Pins (Museum im Adelshof Heisterman von Ziehlberg)
- in Nieheim: Sackmuseum, Deutsches Käsemuseum, Nieheimer Biermuseum
- in Steinheim: Feuerwehrmuseum, Heimatmuseum Ottenhausen, Möbelmuseum
- in Warburg: Museum im Stern
- in Willebadessen: Stiftung Europäischer Skulpturenpark e. V. (Ausstellung im Park des ehemaligen Benediktinerinnenklosters)

### Jüdische Friedhöfe
Im Kreis Höxter gibt es 15 jüdische Friedhöfe, auf denen sich noch Grabsteine befinden:
- Jüdischer Friedhof (Amelunxen)
- Jüdischer Friedhof (Bad Driburg)
- Jüdischer Friedhof (Beverungen)
- Jüdischer Friedhof (Brakel)
- Jüdischer Friedhof (Bruchhausen)
- Jüdischer Friedhof (Dringenberg)
- Jüdischer Friedhof (Fürstenau)
- Jüdischer Friedhof (Höxter)
- Jüdischer Friedhof (Nieheim)
- Jüdischer Friedhof (Ovenhausen)
- Jüdischer Friedhof (Peckelsheim)
- Jüdischer Friedhof (Rimbeck)
- Jüdischer Friedhof (Stahle)
- Jüdischer Friedhof (Steinheim)
- Jüdischer Friedhof (Warburg)

(siehe Kategorie:Judentum im Kreis Höxter). Es sind Kulturdenkmäler – steinerne Zeugen für ehemals existierende jüdische Gemeinden und eines oft regen jüdischen Gemeindelebens bis in die 1930er Jahre.

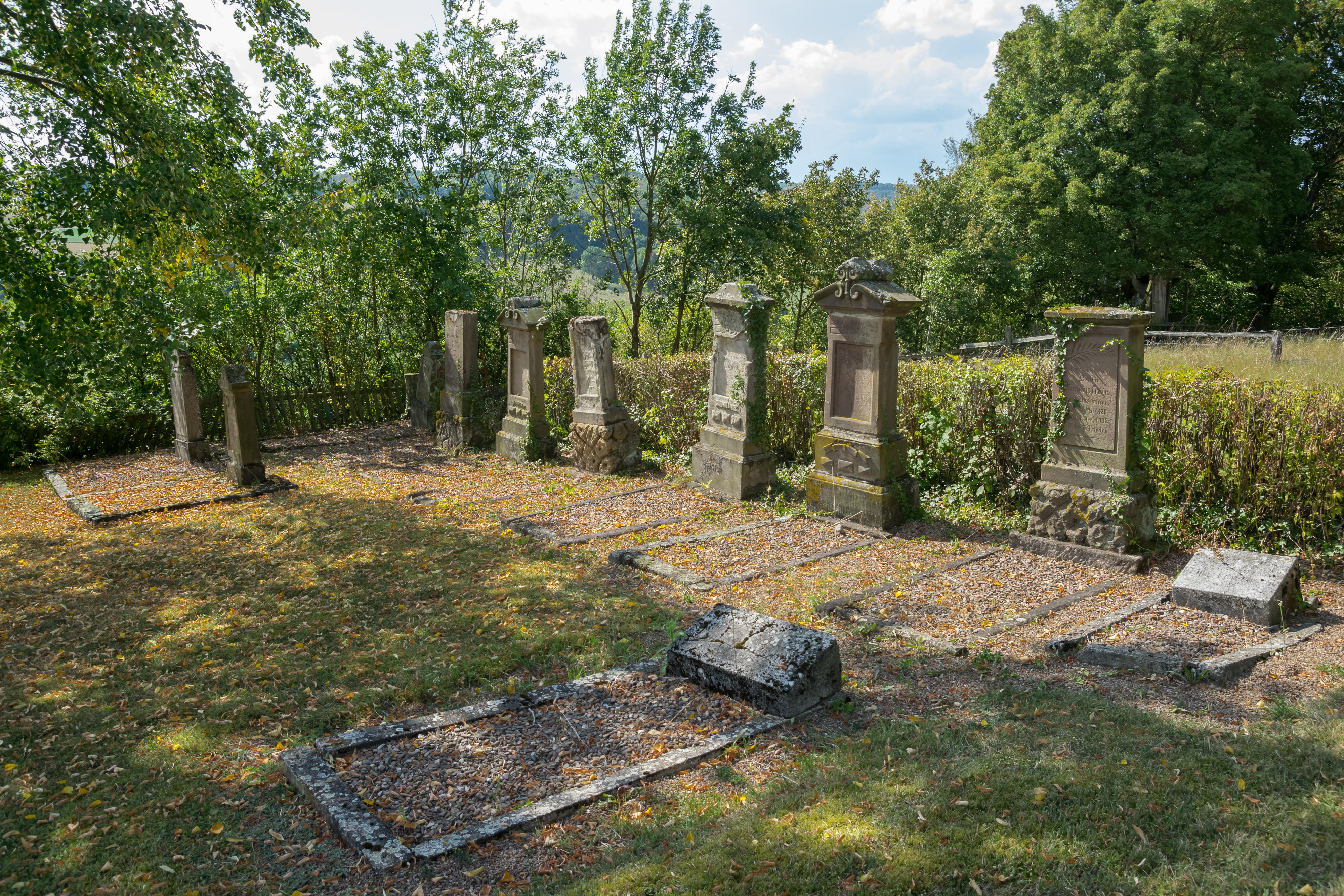
Jüdischer Friedhof Dringenberg
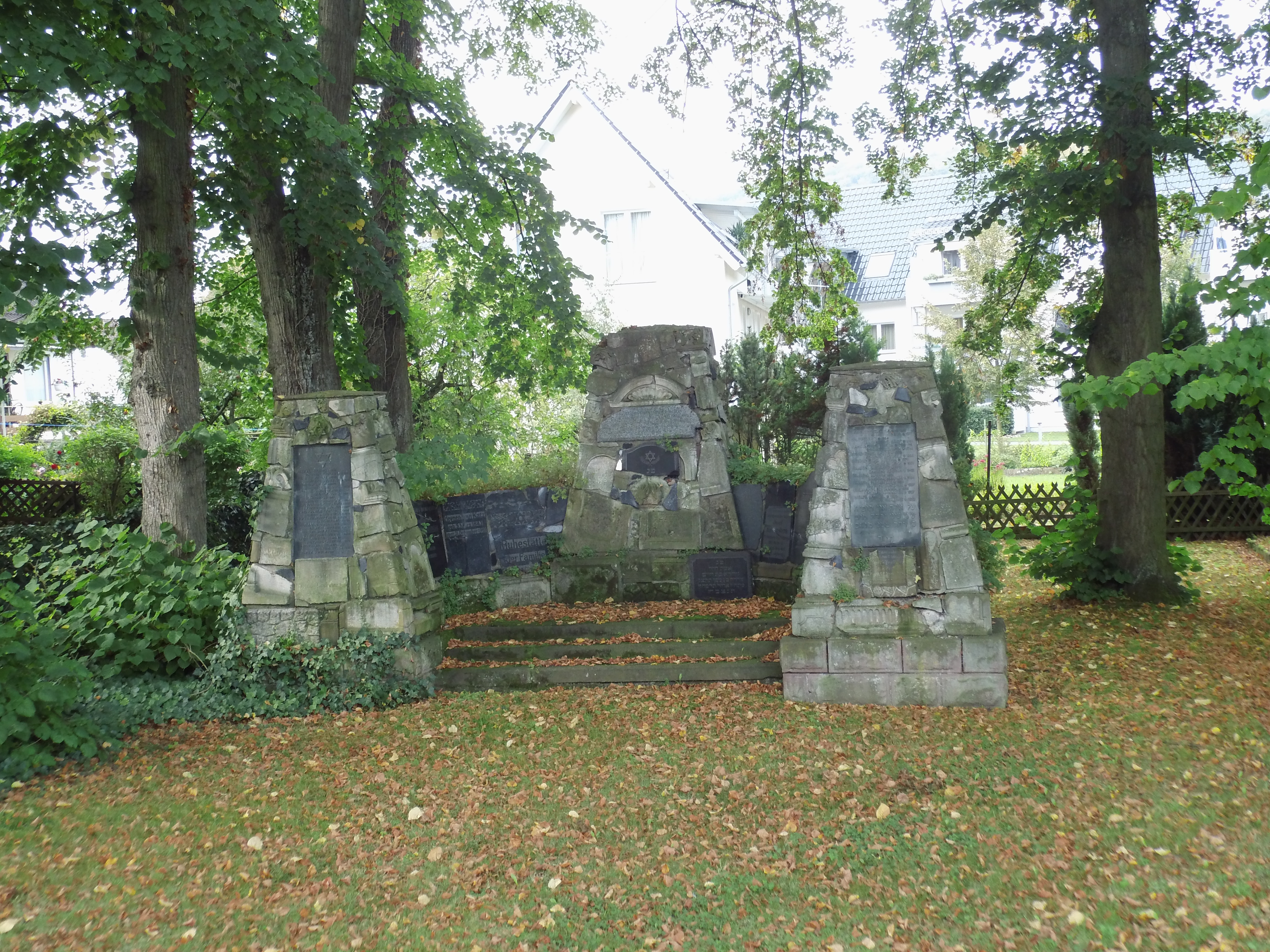
Jüdischer Friedhof Höxter
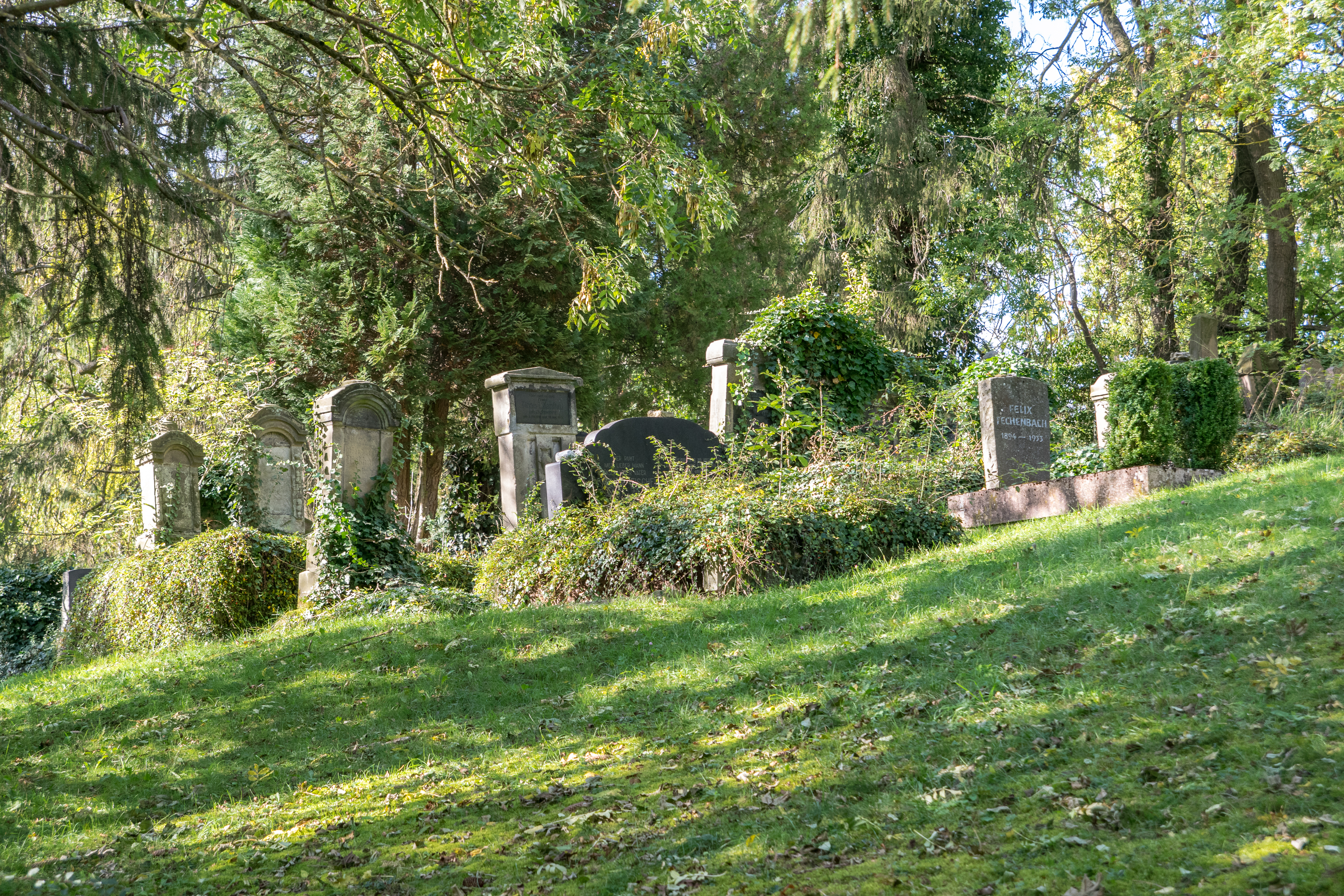
Jüdischer Friedhof Rimbeck
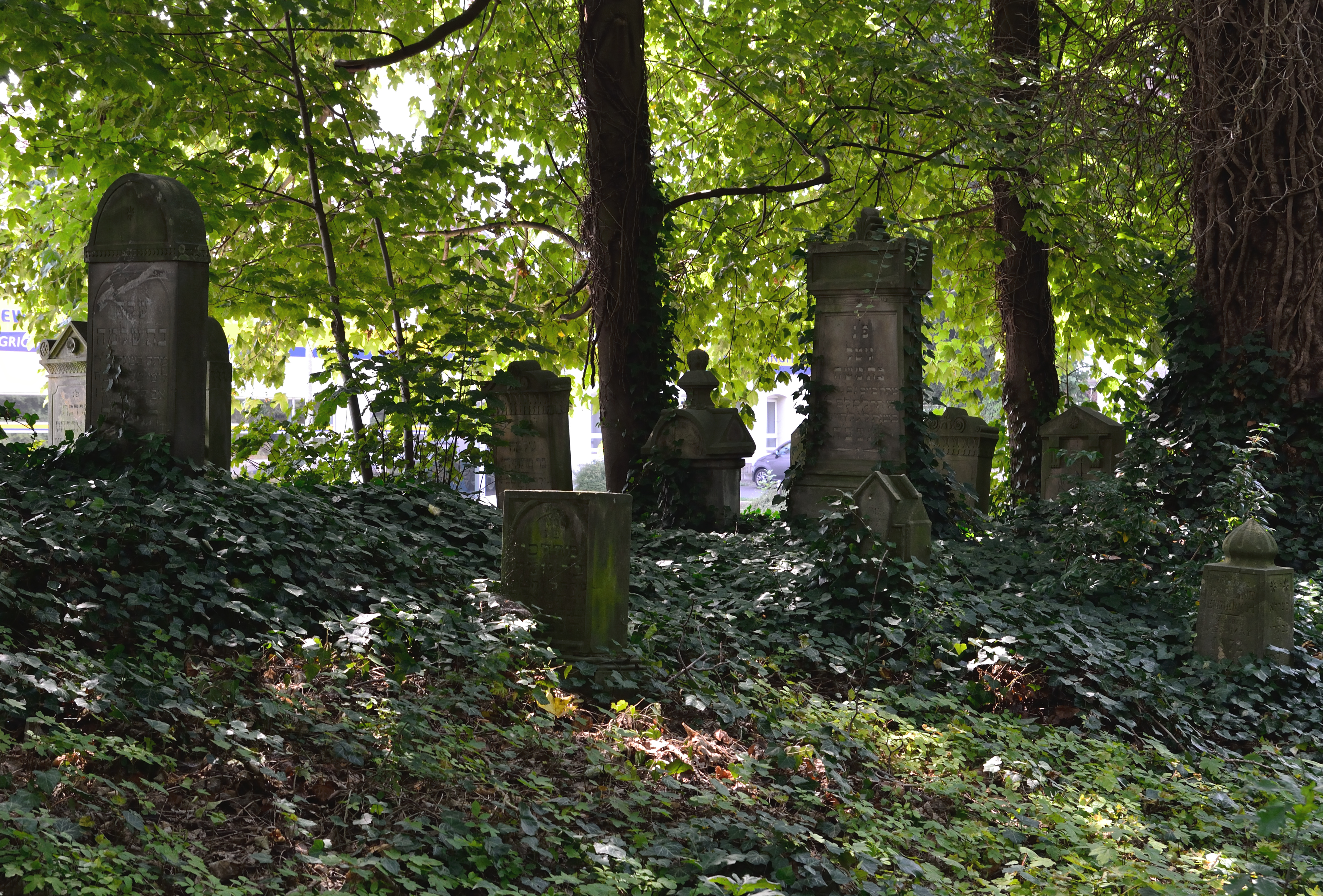
Jüdischer Friedhof Steinheim
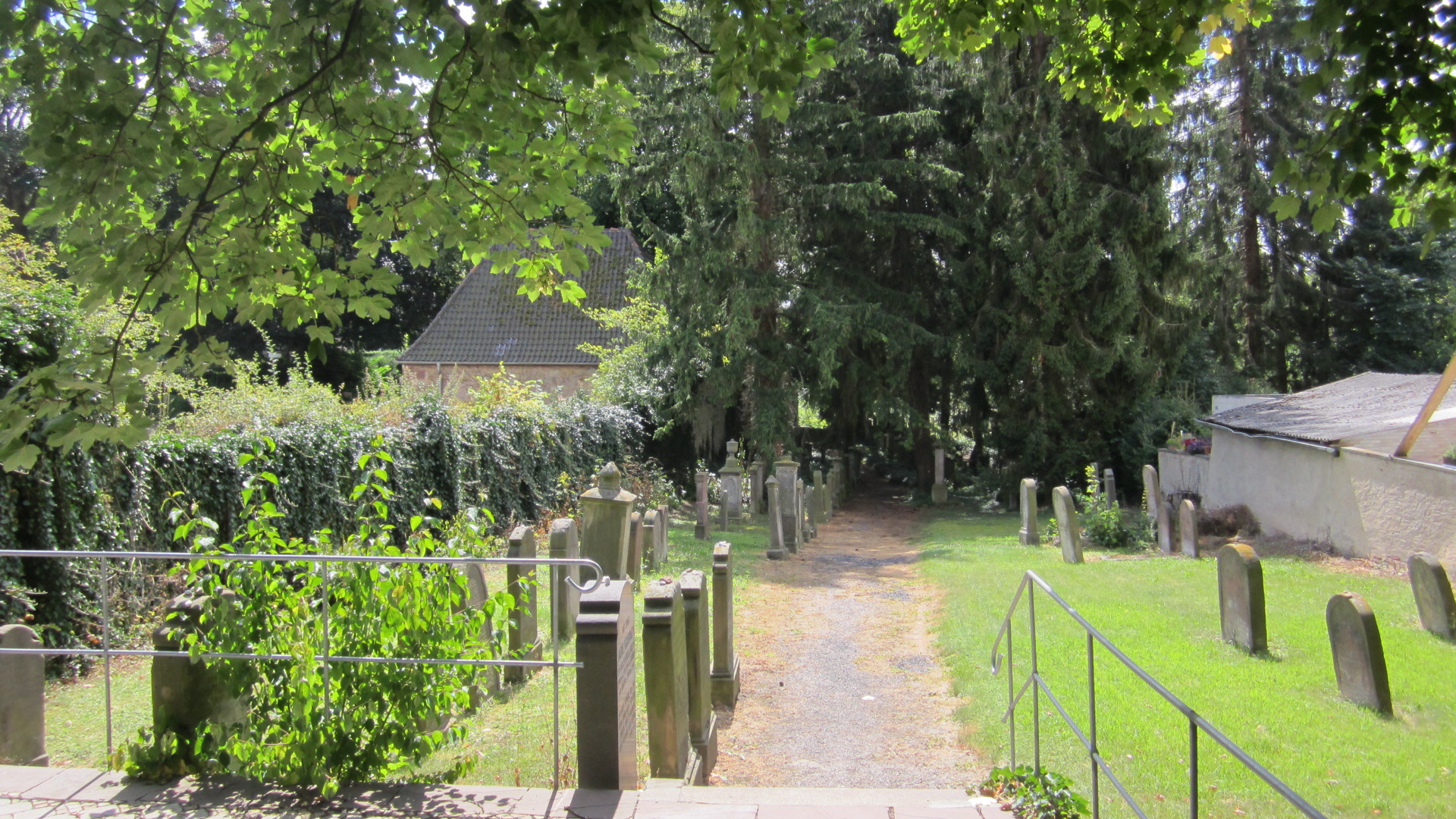
Jüdischer Friedhof Hansestadt Warburg

## Gesundheitswesen
| Krankenhaus | Sitz        | Betten |
| --- | ----------- | ------ |
| St. Ansgar Krankenhaus (Standort des Klinikum Weser-Egge, das zur Katholischen Hospitalvereinigung Weser-Egge gehört) | Höxter      | 0396   |
| St. Vincenz Hospital (Standort des Klinikum Weser-Egge, das zur Katholischen Hospitalvereinigung Weser-Egge gehört)   | Brakel      | 0100   |
| St. Josef Hospital (Standort des Klinikum Weser-Egge, das zur Katholischen Hospitalvereinigung Weser-Egge gehört)     | Bad Driburg | 0263   |
| St. Rochus Krankenhaus (Standort des Klinikum Weser-Egge, das zur Katholischen Hospitalvereinigung Weser-Egge gehört) | Steinheim   | 0100   |
| Helios Klinikum Warburg bis April 2014 St.-Petri-Hospital Warburg                                                     | Warburg     | 0153   |
| | Gesamt      | 1012   |

## Beteiligungen des Kreises Höxter
- 73,91 % Sparkassenzweckverband Höxter
- 60,00 % Krankenhauszweckverband Warburg, siehe auch St.-Petri-Hospital Warburg, das im Mai 2008 an die Rhön-Klinikum verkauft wurde
- 51,00 % Abfallwirtschaftsgesellschaft Höxter mbH (AWG), u. a. auch Betreiber der Deponie Wehrden in Beverungen-Wehrden, 49,0 % hält E.ON Westfalen Weser
- 44,56 % Gesellschaft für Wirtschaftsförderung im Kreis Höxter mbH (GfW)
- 36,84 % Nahverkehrsverbund Paderborn-Höxter (NPH) (Zweckverband), Dachverband ist der Zweckverband Nahverkehr Westfalen-Lippe (NWL)
- 33,33 % Kulturkreis Höxter-Corvey GmbH, Träger der „Corveyer Musikwochen“ und anderer musikalischer Veranstaltungen, sowie des „Museums Höxter-Corvey“
- 29,27 % Diemelwasserverband Warburg, gegründet 1951
- 22,73 % Zweckverband Naturpark Teutoburger Wald / Eggegebirge
- 14,29 % Studieninstitut für kommunale Verwaltung Hellweg-Sauerland (Zweckverband) mit Sitz in Soest
- 12,50 % Radio Paderborn Betriebsgesellschaft mbH & Co. KG, siehe Radio Hochstift
- 7,14 % OstWestfalenLippe Marketing GmbH
- 7,14 % Wege durch das Land gGmbH mit Sitz in Detmold, Träger des Literatur- und Musikfestes in Ostwestfalen-Lippe
- 7,14 % Chemisches und Veterinäruntersuchungsamt Ostwestfalen-Lippe (CVUA-OWL)
- 3,92 % Flughafen Paderborn/Lippstadt
- 1,37 % E.ON Westfalen Weser mit Sitz in Paderborn
- 1,00 % Kommunale Aktionärsvereinigung RWE Westfalen Weser Ems GmbH (KAV)
- 0,40 % E.ON Mitte mit Sitz in Kassel
- 0,21 % Interargem GmbH mit Sitz in Bielefeld, gegründet 1996 und Tochtergesellschaft der E.ON Energy from Waste AG (EEW)

## Kfz-Kennzeichen
Am 1. Juli 1956 wurde dem Landkreis Höxter bei der Einführung der bis heute gültigen Kfz-Kennzeichen das Unterscheidungszeichen HX zugewiesen. Es wird durchgängig bis heute ausgegeben.
Bis in die 1990er Jahre erhielten Fahrzeuge aus dem Altkreis Warburg Kennzeichen mit den Buchstabenpaaren HX-WA bis ZZ, dann auch HX-VA bis VZ und den Zahlen von 1 bis 99, anschließend mit den Buchstabenpaaren HX-AA bis AZ und HX-WA bis WD und den Zahlen von 100 bis 999.
In den Sitzungen vom 9. Februar 2012 sowie 23. April 2015 entschied der Kreistag Höxter zunächst mehrheitlich, von der Möglichkeit einer Wiedereinführung des Altkennzeichens WAR (ergänzend zum bestehenden HX) keinen Gebrauch zu machen.
Auf der Kreistagssitzung am 1. Oktober 2019 wurde dieser Schritt jedoch mit 28 Ja- und 3-Nein-Stimmen (bei 5 Enthaltungen) beschlossen. Nach erfolgter Zustimmung des Bundesverkehrsministeriums wurde das Kennzeichen erstmals am 8. November 2019 in der Zulassungsstelle in Warburg ausgegeben.